# Джеки Браун
«Дже́ки Бра́ун» (англ. Jackie Brown) — криминальная драма режиссёра Квентина Тарантино, премьера которой состоялась в 1997 году, экранизация романа «Ромовый пунш» Элмора Леонарда. Главные роли исполняют Пэм Гриер и Сэмюэл Л. Джексон.
Исполнитель роли второго плана Роберт Форстер за эту актёрскую работу был номинирован на премию «Оскар», а Джексон удостоился «Серебряного медведя» за лучшую мужскую роль на Берлинском кинофестивале и был представлен к получению «Золотого глобуса».

## Сюжет
Живя в Лос-Анджелесе, Джеки Браун (Пэм Гриер) работает стюардессой в небольшой мексиканской компании (очевидно, в силу карьерного спада). Зарплата мизерная, но эта работа позволяет ей провозить наличность из Мексики в США для Орделла Робби (Сэмюэл Л. Джексон) — торговца оружием, который, тем временем, находится под прицелом Бюро алкоголя, табака, огнестрельного оружия и взрывчатых веществ (Bureau of Alcohol, Tobacco, Firearms and Explosives; АТF).
Орделл узнаёт, что один из его наёмников, Бомон Ливингстон (Крис Такер), арестован. Боясь, что тот станет полицейским осведомителем, дабы избежать тюремного срока, Орделл организует его освобождение под залог и этим же вечером убивает Бомона.
Действуя по наводке Ливингстона, агент АТF Рэй Николетт (Майкл Китон) вместе с детективом Марком Даргасом (Майкл Боуэн) ловят Джеки в аэропорту по прибытии в США с деньгами и кокаином Орделла, о котором Джеки не подозревала. Изначально Джеки отказывается сотрудничать с агентами, и её заключают под стражу за хранение и перевозку наркотиков. Понимая, что Джеки может стать информатором, как и Ливингстон, Орделл встречается с поручителем под залог Максом Черри (Роберт Форстер), чтобы организовать её освобождение.
Орделл приезжает к дому Джеки с намерением убить её. Джеки пытается заключить сделку с Орделлом, воспользовавшись пистолетом, который она тайно взяла из бардачка Макса. Согласно сделке, Джеки продолжает якобы сотрудничать с агентами, попутно продолжая поставлять оставшиеся деньги Орделла в размере $500 000, благодаря которым Орделл мог бы выйти из криминального бизнеса. Для этого Орделл подключает свою подругу Мелани Ролстон (Бриджит Фонда), бывшего сокамерника и приятеля Луиса Гару (Роберт Де Ниро) и наивную девушку по имени Шеронда.
После постановочного процесса, где Николетт и Даргас могут проследить ход действия передачи денег, наступает время реальной сделки. В большом Лос-Анджелесском торговом центре Джеки покупает костюм и заходит в примерочную. Её задача — обменяться сумками с Мелани, которая вместе с Луисом должны будут уйти из-под носа агентов. Вместо пятисот тысяч она кладет в сумку только пятьдесят и, уходя, оставляет остальные деньги в примерочной для Макса. Демонстрируя отчаяние, Джеки зовёт копов из засады, утверждая, что Мелани забрала все деньги и сбежала.
На стоянке Мелани глумится и издевается над Луисом, когда тот не может вспомнить, где оставил машину, и выводит его из себя до такой степени, что Луис вынужден её пристрелить. Позже Орделл узнаёт, что в сумке только $40 000 (Мелани берёт себе $10 000, соблазнённая Джеки). Орделл понимает, что Джеки его обманула, и в гневе убивает Луиса. Следующее, что тревожит Орделла, — это причастность Макса, так как Луис видел его в магазине. Орделл едет в офис Макса, где, по его словам, напуганная Джеки ждёт, чтобы передать деньги. Когда он прибывает вооружённым, Джеки кричит о помощи, и Николетт убивает Орделла, выбежав из соседней комнаты.
Избежав проблем с законом и владея всеми деньгами, за вычетом 10%, которые Макс взял себе, Джеки решает уехать в Испанию. Она предлагает Максу поехать с ней, но он отказывается. Последний поцелуй — и Джеки исчезает.

## В ролях
- Пэм Гриер — Джеки Браун
- Сэмюэл Л. Джексон — Орделл Робби
- Роберт Форстер — Макс Черри
- Роберт Де Ниро — Луис Гара
- Майкл Китон — Рэй Николетт
- Бриджит Фонда — Мелани Ролстон
- Крис Такер — Бомон Ливингстон
- Майкл Боуэн — Марк Даргус
- Том Листер — Винстон
- Сид Хэйг — судья
- Лиза Гэй Хэмилтон — Шеронда

## Награды и номинации
| Премия                              | Категория                                 | Номинант          | Результат |
| ----------------------------------- | ----------------------------------------- | ----------------- | --------- |
| «Оскар»                             | Лучшая мужская роль второго плана         | Роберт Форстер    | Номинация |
| «Золотой глобус»                    | Лучшая мужская роль — комедия или мюзикл  | Сэмюэл Л. Джексон | Номинация |
| «Золотой глобус»                    | Лучшая женская роль — комедия или мюзикл  | Пэм Гриер         | Номинация |
| «Спутник»                           | Лучшая женская роль — комедия или мюзикл  | Пэм Гриер         | Номинация |
| «Сатурн»                            | Лучшая женская роль                       | Пэм Гриер         | Номинация |
| «Сатурн»                            | Лучшая мужская роль второго плана         | Роберт Форстер    | Номинация |
| Берлинский кинофестиваль            | Золотой медведь                           | Квентин Тарантино | Номинация |
| Берлинский кинофестиваль            | Серебряный медведь за лучшую мужскую роль | Сэмюэл Л. Джексон | Победа    |
| Национальный совет кинокритиков США | 10 лучших фильмов года                    |                   | Победа    |
| Премия Гильдии киноактёров США      | Лучшая женская роль                       | Пэм Гриер         | Номинация |

- 2000 Победа Golden Slate — Лучшая женская игра (Пэм Гриер)
- 2000 Победа Golden Slate — Лучший сценарий (Квентин Тарантино)

и другие.

## Саундтрек
1. «Across 110th Street» by Bobby Womack — 3:48
2. «Beaumont’s Lament» (Dialogue excerpt featuring Sam Jackson & Robert De Niro) — 0:50
3. «Strawberry Letter 23» by the Brothers Johnson — 4:58
4. «Melanie, Simone and Sheronda» (Dialogue excerpt featuring Sam Jackson & Robert De Niro) — 0:32
5. «Who is He (And What Is He To You?)» by Bill Withers — 3:12
6. «Tennessee Stud» by Johnny Cash — 2:54
7. «Natural High» by Bloodstone — 4:54
8. «Long Time Woman» by Pam Grier — 2:52
9. «Detroit 9000» (Dialogue excerpt featuring Council Cargle) — 0:07
10. «(Holy Matrimony) Letter to the Firm» by Foxy Brown — 3:26
11. «Street Life» performed by Randy Crawford — 4:18
12. «Didn't I (Blow Your Mind This Time)» by the Delfonics — 3:21
13. «Midnight Confessions» by The Grass Roots — 2:43
14. «Inside My Love» by Minnie Riperton — 3:56
15. «Just Ask Melanie» (Dialogue excerpt featuring Sam Jackson, Robert De Niro & Bridget Fonda) — 0:43
16. «The Lions and the Cucumber» by the Vampire Sound Incorporation — 5:07
17. «Monte Carlo Nights» by Elliot Easton's Tiki Gods — 3:25

## Факты
- В фильме широко используется одежда Kangol[англ.].
- Персонаж Рэй Николетт в исполнении Майкла Китона появляется в фильме «Вне поля зрения», снятого также по роману Элмора Леонарда.